# Believe (profumo)
Believe è un profumo dell'azienda Parfums Elizabeth Arden, quinto profumo firmato dalla popstar Britney Spears. Tale fragranza è uscita il 24 settembre 2007.

## Descrizione
Il profumo è descritto in questo modo: "Delicate fate ballano nel bosco a piedi nudi e voi avete paura di respirare per non farle dissolvere. Il profumo da donna Britney Spears Believe è proprio così - delicato e tenero. Britney Spears Believe è per le donne romantiche che non hanno smesso di credere che il bene vince sempre".

## Ingredienti
Il profumo è composto nel seguente modo:
Testa
guaiava, mandarino
Cuore
caprifoglio, fiore di tiglio
Fondo
ambra, praline, patchouli